# Miranda Sex Garden
Miranda Sex Garden — британский музыкальный коллектив, образовавшийся в 1990 году в Лондоне, Англия, и исполнявший — поначалу (а капелла) мадригалы и фольклор XVII века; начиная со второго альбома — эклектичные композиции, в которых стилизации под фолк-музыку и псалмы сочетались с элементами готического рока, индастриал и дарквейв. Выпустив 4 альбома и 2 EP, группа в 2000 году распалась.

## Дискография
1. Madra (1991)
2. Iris (EP, 1992)
3. Sunshine (EP, 1993)
4. Suspiria (1993)
5. Fairytales of Slavery (1994)
6. Carnival of Souls (2000)